# Mourad Barkat
Mourad Barkat (en arabe : مراد بركات) est un footballeur international algérien né le 20 juin 1950 à Constantine. Il évoluait au poste de milieu central.

## Biographie

### En club
Il évoluait en première division algérienne avec son club formateur, le MO Constantine ou il a passé l'intégralité de sa carrière footballistique.

### En équipe nationale
Il reçoit dix sélections en équipe d'Algérie entre 1971 et 1973. Son premier match a eu lieu le 8 décembre 1971 contre le Malte (nul 1-1). Son dernier match a eu lieu le 14 février 1973 contre la Turquie (défaite 4-0).

## Palmarès
MO Constantine
- Coupe d'Algérie :
  - Finaliste : 1974-75 et 1975-76.